# Vicent Savall Vidal
Vicent Savall Vidal (Bellreguard, La Safor, 1944) és un cantautor valencià. L'any 2014 protagonitzà uns anuncis per a GAES a escala estatal amb l'actor Imanol Arias per a la TV. En aquests anuncis, titulats "Una Vida para Sentirla" ens explica al públic en general la seua trajectòria musical, des dels temps dels triomfs a París i de la seva malaltia auditiva fins al seu ressorgir artístic per mitjà de la microcirurgia. Ha col·laborat amb Juan Carlos Garcia Hoyuelos.

## Discografia
| Any  | Títol                               | Gènere  | Curiositats              | Lloc de presentació                                                                   |
| ---- | ----------------------------------- | ------- | ------------------------ | ------------------------------------------------------------------------------------- |
| 1995 | "De les Serres a la Mar"            |         |                          | Palau de la Música de València                                                        |
| 1996 | "Sentiments"                        |         |                          | Palau de la Música de València                                                        |
| 1997 | "Ausiàs March"                      | Musical |                          | Palau de la Música de València                                                        |
| 2000 | "Els Borja"                         | Musical |                          | Representat a la Casa de la Marquesa González de Quirós, Casa de la Cultura de Gandia |
| 2000 | "Senzillament.. Amor"               |         |                          | Teatre Antoni Ferrandis de Paterna                                                    |
| 2002 | "A ritme de cor"                    |         |                          |                                                                                       |
| 2004 | "Al-Azraq"                          | Musical |                          |                                                                                       |
| 2005 | "La Casa Vella"                     |         | Recopilació discogràfica |                                                                                       |
| 2006 | "Enyorança, cançons des de Benissa" |         |                          |                                                                                       |
| 2012 | "Homenatge a Joan Pellicer"         |         |                          | Disc d'homenatge al seu amic l'etnobotànic bellreguardí Joan Pellicer i Bataller      |